# Вайссенборн, Херман
Херман Вайссенборн (нем. Hermann Weißenborn; 10 сентября 1876, Берлин — 1959) — немецкий певец (баритон) и вокальный педагог первой половины XX века.
С 1919 г. и до конца жизни вёл вокальный класс в Берлинской Высшей школе музыки. За это время его учениками были такие выдающиеся исполнители, как Йозеф Шмидт, Дитрих Фишер-Дискау, Марга Хёфген. Среди последних учеников Вайссенборна была Эдда Мозер, которая после смерти педагога на протяжении года не могла выбрать нового учителя.